# Superpuchar Niemiec w piłce siatkowej mężczyzn (2020)
Superpuchar Niemiec w piłce siatkowej mężczyzn 2020 (oficjalnie comdirect Supercup Männer 2020) – piąta edycja rozgrywek o Superpuchar Niemiec rozegrana 11 października 2020 roku we Fraport Arenie we Frankfurcie nad Menem. W meczu o Superpuchar udział wzięły dwa kluby: zdobywca Pucharu Niemiec w sezonie 2019/2020 – Berlin Recycling Volleys oraz drużyna, która zajęła 2. miejsce w Bundeslidze przed zakończeniem sezonu, tj. United Volleys Frankfurt.
Po raz drugi z rzędu zdobywcą Superpucharu Niemiec został klub Berlin Recycling Volleys.
MVP spotkania wybrany został Ben Bierwisch.

## Drużyny uczestniczące
| Drużyna                  | Osiągnięcia w sezonie 2019/2020                    |
| ------------------------ | -------------------------------------------------- |
| Berlin Recycling Volleys | zdobycie Pucharu Niemiec                           |
| United Volleys Frankfurt | 2. miejsce w Bundeslidze przed zakończeniem sezonu |

## Mecz
Niedziela, 11 października 2020 – 14:15 (UTC+02:00) • Fraport Arena, Frankfurt nad Menem
Widzów: 369
Czas trwania meczu: 85 minut
Sędziowie: Daniel Apanowicz i Enrico Immig
| United Volleys Frankfurt | 0:3                          | Berlin Recycling Volleys |
| Daniel Malescha 17 pkt   | (27:29, 22:25, 22:25) raport | Timothée Carle 18 pkt    |

| Poz.                    | Nr | Zawodnik          | 1        | 2        | 3        | 4 | 5 | Pkt |
| ----------------------- | -- | ----------------- | -------- | -------- | -------- | - | - | --- |
| Ś                       | 4  | Noah Baxpöhler    | 7 cztery | 8 pięć   | 5 dwa    |   |   | 6   |
| P                       | 7  | Ben Bierwisch     | 9 sześć  | 4 jeden  | 7 cztery |   |   | 7   |
| P                       | 9  | Tim Grozer        | 6 trzy   | 7 cztery | 4 jeden  |   |   | 3   |
| A                       | 11 | Daniel Malescha   | 8 pięć   | 9 sześć  | 6 trzy   |   |   | 17  |
| Ś                       | 12 | Jakob Günthör     | 4 jeden  | 5 dwa    | 8 pięć   |   |   | 8   |
| R                       | 16 | Matthias Valkiers | 5 dwa    | 6 trzy   | 9 sześć  |   |   | 3   |
| L                       | 2  | Satoshi Tsuiki    | L        | L        | L        |   |   |     |
| Zmiany                  |    |                   |          |          |          |   |   |     |
| A                       | 10 | Jochen Schöps     |          |          | 2 zmiana |   |   |     |
| R                       | 13 | Mario Schmidgall  | 2 zmiana | 2 zmiana | 2 zmiana |   |   |     |
| L                       | 6  | Kyle Dagostino    |          |          | L        |   |   |     |
| Nie weszli na boisko    |    |                   |          |          |          |   |   |     |
| Ś                       | 17 | Philipp Lauter    |          |          |          |   |   |     |
| P                       | 18 | Linus Hüger       |          |          |          |   |   |     |
| Trener                  |    |                   |          |          |          |   |   |     |
| Juan Manuel Serramalera |    |                   |          |          |          |   |   |     |

| Poz.                 | Nr | Zawodnik         | 1        | 2        | 3        | 4 | 5 | Pkt |
| -------------------- | -- | ---------------- | -------- | -------- | -------- | - | - | --- |
| R                    | 6  | Siergiej Grankin | 5 dwa    | 5 dwa    | 4 jeden  |   |   |     |
| Ś                    | 8  | Anton Brehme     | 4 jeden  | 4 jeden  | 9 sześć  |   |   | 10  |
| P                    | 9  | Timothée Carle   | 9 sześć  | 9 sześć  | 8 pięć   |   |   | 18  |
| A                    | 11 | Cody Kessel      | 8 pięć   | 8 pięć   | 7 cztery |   |   | 11  |
| P                    | 12 | Samuel Tuia      | 6 trzy   | 6 trzy   | 5 dwa    |   |   | 10  |
| Ś                    | 16 | Éder Carbonera   | 7 cztery | 7 cztery | 6 trzy   |   |   | 9   |
| L                    | 10 | Julian Zenger    | L        | L        | L        |   |   |     |
| Zmiany               |    |                  |          |          |          |   |   |     |
| P                    | 7  | Robin Baghdady   | 2 zmiana | 2 zmiana | 2 zmiana |   |   |     |
| Nie weszli na boisko |    |                  |          |          |          |   |   |     |
| P                    | 1  | Adam Kowalski    |          |          |          |   |   |     |
| Ś                    | 5  | Renan Michelucci |          |          |          |   |   |     |
| A                    | 13 | Benjamin Patch   |          |          |          |   |   |     |
| R                    | 18 | Pierre Pujol     |          |          |          |   |   |     |
| Trener               |    |                  |          |          |          |   |   |     |
| Cédric Énard         |    |                  |          |          |          |   |   |     |

## Statystyki meczowe
| UVF | STATYSTYKI        | BER |
| 71  | MAŁE PUNKTY       | 79  |
| 36  | ATAK              | 44  |
| 6   | BLOK              | 10  |
| 2   | SERWIS            | 4   |
| 27  | BŁĘDY PRZECIWNIKA | 21  |

## Wyjściowe ustawienie drużyn
| Günthör Valkiers Grozer Baxpöhler Malescha Bierwisch Tsuiki Brehme Grankin Tuia Éder Kessel Carle Zenger |